# Guiseley
Guiseley är en ort i unparished area Aireborough, i distriktet Leeds, Storbritannien. Den ligger i grevskapet West Yorkshire och riksdelen England, i den centrala delen av landet, 280 km norr om huvudstaden London. Guiseley ligger 140 meter över havet och antalet invånare är 21 000. Guiseley var en civil parish fram till 1937 när blev den en del av Aireborough och Ilkley. Civil parish hade 5 607 invånare år 1931. Staden nämndes i Domedagsboken (Domesday Book) år 1086, och kallades då Gisele.
Terrängen runt Guiseley är platt åt sydost, men åt nordväst är den kuperad. Runt Guiseley är det mycket tätbefolkat, med 1 313 invånare per kvadratkilometer. Närmaste större samhälle är Bradford, 9,4 km söder om Guiseley. Trakten runt Guiseley består i huvudsak av gräsmarker.